# Antonio Manrique de Lara

Stemma Manrique de Lara

Antonio Manrique de Lara, secondo duca di Nájera (... – Navarrete, 13 dicembre 1535), fu viceré di Navarra dal 1516 al 1521.

## Biografia
Fu il secondogenito di Pedro Manrique de Lara, capitano generale della frontiera d'Aragona, Navarra e Jaén, e di Guiomar de Castro.
Il titolo di duca di Nájera venne concesso a Pedro dai sovrani Ferdinando d'Aragona e Isabella di Castiglia il 30 agosto 1482; il titolo venne ereditato da Antonio nel 1515, alla morte del padre.
Nel 1519 venne nominato da Carlo V cavaliere dell'Ordine del Toson d'oro.
Nel 1520 soffocò la rivolta antisignorile scoppiata a Nájera; nel 1521 sconfisse le truppe di Francesco I di Francia che assediavano la città di Logroño.